# Реконкіста (Іспанська Америка)
У боротьбі за незалежність Іспанської Америки Реконкіста (ісп. Reconquista) відноситься до періоду історії Колумбії та Чилі, після поразки Наполеона в 1814 році, під час якого роялістські армії змогли взяти верх у війнах за незалежність іспанської Америки. Термін, використаний у минулому столітті деякими колумбійськими та чилійськими істориками, проводить аналогію із середньовічною Реконкістою, під час якої християнські сили відвоювали Піренейський півострів у Халіфату.
Під час вторгнення Наполеона на Піренейський півострів ряд іспанських колоній в Америці вимагали більшої автономії або повної незалежності через політичну нестабільність в Іспанії, якою врешті (1810) керували Кадіські кортеси – які були демократичним регентством після повалення Фердинанда VII .
До 1815 року було встановлено загальні контури того, які території контролювалися роялістами та силами, що виступали за незалежність, і ситуація зайшла в глухий кут. За винятком сільських районів, контрольованих партизанами, Нова Іспанія та Перу були під контролем роялістів, а в Південній Америці лише Ріо-де-ла-Плата та Нова Гранада залишалися поза контролем роялістів. Після того, як французькі війська залишили Іспанію в 1814 році, відновлений Фердинанд VII оголосив ці події в Америці незаконними, скасував Конституцію Іспанії 1812 року, ухвалену Кортесами Кадісу, а потім послав експедиційні армії для придушення повстань, що залишилися. Вплив цих експедицій був найбільш помітним у експедиції Пабло Морільо проти Нової Гранади та Венесуели. Відновлення королівського правління було недовгим, у цих трьох країнах було скасовано.

## Реставрація Фердинанда VII
Реставрація Фердинанда VII означала важливу зміну, оскільки більшість політичних і правових змін було здійснено по обидва боки Атлантики — безліч хунт, Кадіських кортесів і кількох конгресів в Америці, а також багато конституцій і нові юридичні кодекси — було зроблено його ім’ям. Опинившись в Іспанії, він зрозумів, що має значну підтримку консерваторів серед населення та ієрархії іспанської католицької церкви, тому 4 травня він відмовився від Конституції Іспанії 1812 року, а 10 травня наказав заарештувати ліберальних лідерів, які створив його. Фердинанд виправдовував свої дії тим, що Конституція та інші зміни були внесені кортесами, зібраними за його відсутності та без його згоди. Він також оголосив усі хунти та конституції, написані в Іспанській Америці, недійсними та відновив колишні закони та політичні інститути. Новини про події надходили через Іспанську Америку протягом наступних трьох тижнів до дев’яти місяців, залежно від часу, який знадобився людям і вантажам для подорожі з Іспанії. 
Фактично це означало остаточний розрив з двома групами, які могли бути союзниками Фердинанда VII: автономними урядами, які ще не проголосили офіційну незалежність, та іспанськими лібералами, які створили представницький уряд, який повністю включав би заморські володіння та розглядався як альтернатива незалежності багатьма жителями Нової Іспанії, Центральної Америки, Карибського басейну, Кіто (сьогодні Еквадор ), Перу, Верхнього Перу (сьогодні Болівія ) та Чилі. Більшість іспанських американців були помірними, які вирішили почекати і подивитися, що вийде з відновлення нормального життя. Іспанські американці в роялістських регіонах, які були віддані незалежності, вже приєдналися до партизанських рухів. Дії Фердинанда поставили території поза контролем роялістських армій на шлях до повної незалежності. Уряди цих регіонів, які походили з хунт 1810 року — і навіть тамтешні помірковані, які прагнули примирення з короною — тепер побачили необхідність відокремитися від Іспанії, щоб захистити реформи, які вони провели. 

## Експедиційні походи
У цей період роялістські війська просувалися до Нової Гранади, яку вони контролювали з 1815 по 1819 рік, і до Чилі з 1814 по 1817 рік. За винятком роялістських територій на північному сході та півдні, провінції Нової Гранади зберігали незалежність від Іспанії з 1810 року, на відміну від сусідньої Венесуели, де роялісти та сили, що виступають за незалежність, кілька разів обмінювалися контролем над країною. Щоб заспокоїти Венесуелу та відвоювати Нову Гранаду, Іспанія організувала та направила в 1815 році найбільшу збройну силу, яку вона коли-небудь надсилала до Нового Світу, що складалася з приблизно 10 000 військових і майже шістдесяти кораблів під командуванням генерала Пабло Морільо. Незважаючи на те, що ця сила мала вирішальне значення для повернення такого регіону, який твердо виступав за незалежність, як Нова Гранада, її солдати врешті-решт були розкидані по всій Венесуелі, Новій Гранаді, Кіто та Перу та втратили їх через тропічні хвороби, що послабило їхній вплив на війну.  Зрештою, більшість роялістських сил складалася не з солдатів, надісланих з Іспанії, а з іспанських американців.

### Експедиційна армія Tierra Firme
Вийшовши з порту Кадіс 17 лютого 1815 року, війська спочатку висадилися в Карупано (Венесуела) у квітні, а потім вторглися на острів Маргарита, де не зустріли опору. Залишивши острів, війська Морільо посилили існуючі роялістські сили на материковій частині Венесуели, увійшовши в Куману, Ла-Гуайра, Каракас і Пуерто-Кабельо в травні. Невелика частина основного корпусу вирушила до Панами, тоді як основний контингент був спрямований до прибережного міста Санта-Марта, яке все ще перебувало в руках роялістів.
Зібравши провіант і волонтерів у Санта-Марті 23 липня, іспанські експедиційні сили взяли в облогу Картахену-де-Індіас. Після п'ятимісячної облоги у грудні 1815 року укріплене місто впало. До 6 травня 1816 року об’єднані зусилля іспанських і колоніальних сил, які йшли на південь від Картахени та на північ від роялістських опорних пунктів у Кіто, Пасто та Попаяні, завершили відвоювання Нової Гранади, зайнявши Боготу. Було створено постійну військову раду, щоб судити звинувачених у державній зраді та повстанні, що призвело до страти понад сотні відомих республіканських чиновників, у тому числі Хорхе Тадео Лосано, Франсіско Хосе де Калдаса та Хосе Марії Кабала. Підрозділи республіканських армій Нової Гранади були включені до складу роялістської армії і направлені до Перу.

### Чилійська кампанія
У серпні 1814 року полк королеви Талавера, підрозділ, який брав участь у війні на півострові, прибув до Талькауано, роялістського бастіону в Чилі під командуванням бригадного генерала Маріано Осоріо, який також був новопризначеним губернатором. Осоріо вдалося організувати місцевих новобранців у мобільну армію чисельністю близько 5000 чоловік, з яких війська полку Талаверас були практично єдиними іспанцями. Нові сили роялістів вступили в бій з патріотичними силами 1 жовтня в Ранкагуа, в якому патріоти безуспішно намагалися зупинити експедиції від взяття Сантьяго.
Після того, як роялістські війська захопили Сантьяго, патріоти, знайдені в місті — серед яких були члени Першої хунти — були заслані на острови Хуан-Фернандес . До листопада іспанський контроль був відновлений на більшій частині Чилі. Член полку Талавера Вісенте Сан-Бруно був призначений відповідальним за виконання наказів про арешт цивільних осіб, підозрюваних у допомозі або симпатії до патріотів. У 1816 році Франсиско Марко дель Понт став новим губернатором, і він розпочав нову кампанію жорстоких політичних і військових переслідувань. Марко дель Понт призначив Сан-Бруно президентом Трибуналу пильності та громадської безпеки.

### Роялістські військові
Загалом європейці сформували лише близько десятої частини роялістських армій в Іспанській Америці та лише близько половини експедиційних загонів, коли вони були розгорнуті в Америці. Оскільки кожен втрачений європейський солдат був замінений іспано-американським солдатом, з часом в експедиційних частинах ставало все більше іспано-американських солдатів. Наприклад, Пабло Морільйо, головнокомандувач експедиційного корпусу, направленого до Південної Америки, повідомив, що в 1820 році під його командуванням було лише 2000 європейських солдатів, іншими словами, лише половина солдатів його експедиційного корпусу були європейцями. Підраховано, що в битві при Майпу лише чверть роялістських сил складали європейські солдати, у битві при Карабобо — приблизно п’ята частина, а в битві при Аякучо європейцями було менше 1 %.
Американські ополченці відображали расовий склад місцевого населення. Наприклад, у 1820 році роялістська армія у Венесуелі налічувала 843 білих (іспанців), 5378 креолів і 980 корінних солдатів.

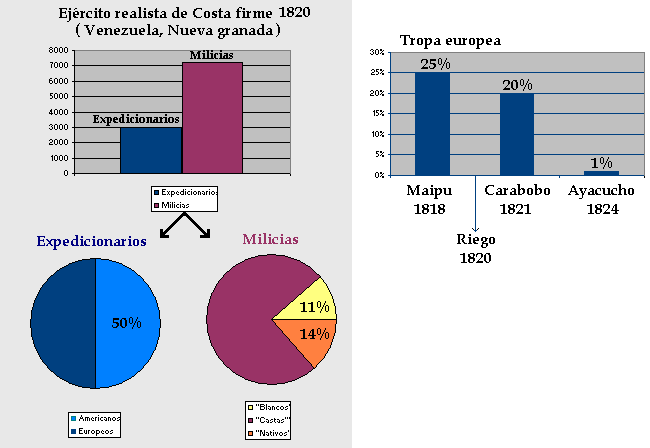
Роялістська армія

## Реверси
Не заспокоївши патріотів, ці дії спонукали їх до військового рішення, і незабаром навіть помірковані, які раніше передбачали переговори з іспанською короною, дійшли висновку, що війна за незалежність була єдиним способом гарантувати їм знову віднайдену свободу.
У Новій Гранаді патріоти відреагували на експедиційний корпус розбіжністю, сприяючи просуванню Морільо. Кілька неогранадинських і венесуельських вигнанців втекли на Гаїті, де їх добре прийняли. Інші втекли до Льянос, де вони були поза досяжністю сил Морільо. Президент Гаїті Александр Петіон надав вигнанцям військову та грошову допомогу, що дозволило їм відновити боротьбу за незалежність разом з патріотами, які організували льянеро в партизанські загони .
У Південному конусі Сан-Мартін, як губернатор Куйо, організовував армію ще в 1814 році для підготовки до вторгнення в Чилі. Чилійські патріоти, які втекли від репресій роялістів, втекли до Мендози, аргентинської андської провінції під контролем Буенос-Айреса. Вони були реорганізовані під керівництвом Хосе де Сан-Мартіна. Поки аргентинські війська готувалися до вторгнення в Чилі, Сан-Мартін і О'Хіггінс розпочали партизанську кампанію під керівництвом Мануеля Родрігеса, щоб вивести роялістські сили з рівноваги. Чорношкірі, раби та вільні люди, новобранці з Мендоси та Буенос-Айреса були ядром Армії Анд, яка отримала вирішальну політичну та матеріальну підтримку в 1816 році, коли Хуан Мартін де Пуейрредон став Верховним директором Сполучених провінцій. З січня по лютий 1817 року Сан-Мартін очолював армію через Анди, зробивши сміливий крок, який перевернув столи роялістів у Чилі. До 10 лютого Сан-Мартін контролював північну та центральну частини Чилі, а через рік — південь. Чилі було звільнено від контролю роялістів, і в 1818 році було проголошено незалежність. Наступні два роки Сан-Мартін і його союзники витратили на планування вторгнення в Перу, яке почалося в 1820 році.
На півночі Південної Америки Симон Болівар запропонував перенести центр військових дій із Каракасу на Нову Гранаду. Як і Сан-Мартін, Болівар особисто взяв участь у створенні армії для вторгнення в сусідню країну та співпрацював із вигнанцями, які виступали за незалежність з цього регіону. На відміну від Сан-Мартіна, Болівар не отримав схвалення Конгресу Венесуели. З червня по липень 1819 року, використовуючи сезон дощів як прикриття, Болівар повів армію, що складалася переважно з льянеро та британських легіонів, через холодні, заборонені проходи через Анди, але ризик виправдав себе. У серпні Болівар контролював Боготу і отримав підтримку Нової Гранади, яка все ще обурювалася жорсткою реконкістою, здійсненою під Морільйо. Маючи ресурси Нової Гранади, Болівар став беззаперечним лідером патріотів у Венесуелі та організував об’єднання двох регіонів у нову державу Велика Колумбія .